# Пастушок Дифенбаха
Пастушок Дифенбаха (Hypotaenidia dieffenbachii) — вимерлий вид журавлеподібних птахів родини пастушкових (Rallidae).

## Поширення
Вид був ендеміком архіпелагу Чатем. Траплявся на островах Чатем, Мангер і Пітт. Вид уже був рідкісним, коли був зібраний типовий зразок у 1840 році, і вимер до 1872 року.

## Назва
Вид названо на честь німецького натураліста Ернста Диффенбаха (1811—1855), який зібрав типові зразки.